# Ana Coto Fernández
Ana Coto Fernández (León, España-1975)es una escritora española de libros infantiles y juveniles. Utiliza la fantasía y la aventura para inculcar valores como la amistad, la empatía, el compañerismo y la igualdad. Su obra se incluye como lectura en distintos colegios de España, formando parte de su programa educativo. Es la creadora de la serie bibliográfica los Kakamonstruos, dirigida a lectores y lectoras entre 8 y 12 años,donde se abordan temas como el acoso escolar, la falta de confianza personal o la adicción al teléfono móvil.

## Biografía
Aunque nació en León, Ana Coto Fernández pasó la mayor parte de su infancia y adolescencia en la ciudad asturiana de Gijón. Allí estudió Educación Especial, estudios que cursó vocacionalmente porque, según ha manifestado en diversas ocasiones, las personas con algún tipo de deficiencia sacan lo mejor de ella misma. También tiene un título en Violencia de Género y Bullying por la UNED y un certificado en Disciplina positiva para familias y en el aula, e Inteligencia emocional.

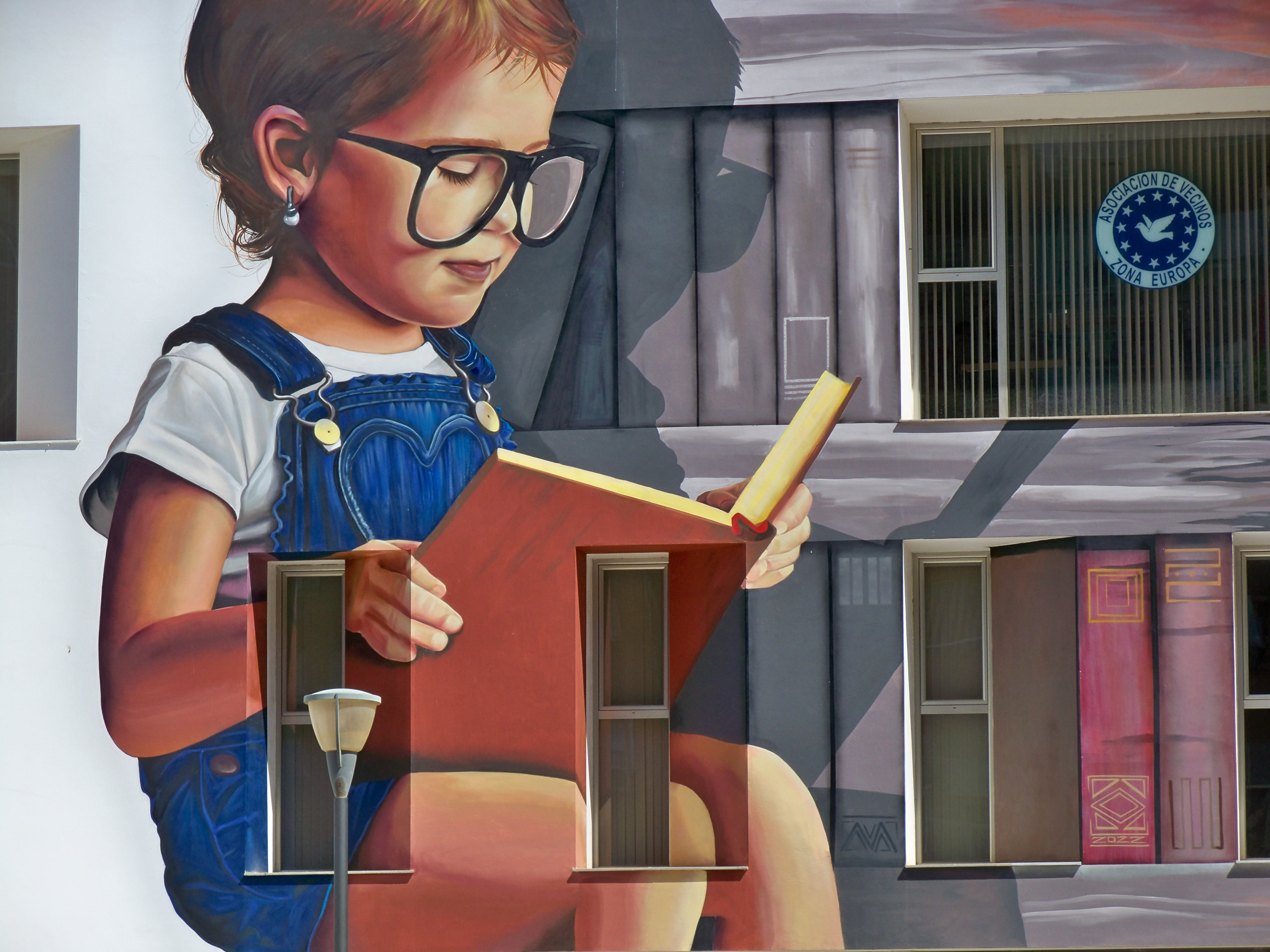
A través de la lectura, Ana Coto Fernández difunde valores de autoafirmación y empatía.

En 2011 abandonó Gijón y se instaló en Madrid, donde trabaja en la actualidad como escritora, profesión que compagina con la de coach infantil y juvenil, impartiendo charlas y talleres a alumnado de Educación Primaria y Secundaria en centros educativos de distintos lugares de España, en los que enseña a utilizar herramientas asertivas para aumentar su confianza y afrontar conflictos.
Ana Coto Fernández fue una escritora precoz. Desde muy pequeña redactaba diarios donde volcaba sus pensamientos y fantasías y que trasladaba de un lado a otro para que no cayeran en manos ajenas. Llegó incluso a inventarse su propio lenguaje secreto para que no pudieran ser descifrados. Pese a escribir desde niña, su aparición en el mundo literario fue en 2011 con el libro El secreto del Valle de las Sombras, al que siguió Bajo tu luna en 2014.

### Los Kakamonstruos
En 2015 publicó El club de los Kakamonstruos, el primero de una saga de libros que llevan el mismo encabezamiento y que están ilustrados por Kike Alapont (El club de los Kakamonstruos: Que viene Mr. Bully, 2017; y El Club de los Kakamonstruos: Secretos de la Luna Roja, 2022). En ellos la autora narra las aventuras y vicisitudes de un grupo de chicas y chicos que se enfrentan a situaciones extraordinarias a las que consiguen hacer frente a través de la amistad, la solidaridad y la valentía. Sus historias, en las que aparecen vampiros y zombis, son divertidas, pero también educativas. 
Preocupada por el bienestar emocional de los niños y jóvenes, sus libros, pese a desarrollarse en un entorno  fantástico, abordan temas delicados, como el acoso escolar, la falta de confianza personal o la adicción a las pantallas. Ello ha hecho que formen parte de plan educativo de algunos centros educativos de España y estén recomendados por la Asociación Española para la Prevención del Acoso Escolar.
Además de escritora y educadora, Ana Coto Fernández forma parte del equipo de la editorial Palabras de Agua junto a Miren Palacios y Teresa Hernández.

#### Sus obras
- El secreto del Valle de las Sombras (2011)
- Bajo tu luna (2014)
- El club de los Kakamonstruos (2015)
- El club de los Kakamonstruos: Que viene Mr. Bully, 2017
- El club de los Kakamonstruos: Secretos de la Luna Roja, 2022
- Terronírica: Lo que de verdad importa (2023)
- La tierra de los sueños (2003)

#### Obras en las que participa
- Una mañana para Alicia (2013)
- Vivir con un ángel (2015) (2022). Asociación del Síndrome Angelman
- Voces de pequeños creadores (2023). Alumnos de colegios Ciempozuelos